# That's the Way It Is (Céline Dion)
That's the Way It Is è il primo singolo tratto dalla prima raccolta di successi in lingua inglese della cantante canadese Céline Dion, All the Way ... A Decade of Song, pubblicato il 1º novembre 1999 in tutto il mondo. La canzone è stata scritta e prodotta dal team svedese di produttori e compositori Max Martin, Kristian Lundin e Andreas Carlsson ed ha avuto un successo globale raggiungendo la top ten di Canada, Europa, Nuova Zelanda e Stati Uniti.
Il brano fu accolto positivamente anche da parte della critica ed è diventato uno dei singoli più trasmessi in radio e più venduti dalla Dion.

## Contenuti e videoclip musicale
That's the Way It Is è stata scritta, composta e prodotta dai produttori svedesi dei Cheiron Studiosː Max Martin, Kristian Lundin e Andreas Carlsson. Questi sono stati fautori di molte hit portate al successo da artisti di fama come le boy-band NSYNC e Backstreet Boys o come la pop-star Britney Spears. Il brano ha dei testi che incitano a non arrendersi di fronte agli ostacoli della vita e dell'amore.
There's no easy way out

When you're ready to go

And your heart's left in doubt

Don't give up on your faith

Love comes to those who believe it

And that's the way it is»
Non c'è via d'uscita facile

Quando sei pronto per andare

E il tuo cuore è rimasto nel dubbio

Non rinunciare alla tua fede

L'amore viene a chi ci crede

E così che va»
Il singolo fu distribuito il 1º novembre 1999 in tutto il mondo insieme a tracce secondarie come l'inedito I Met An Angel (On Christmas Day), tra l'altro brano presente in nessun album, o la versione live di My Heart Will Go On. Nell'agosto del 2000 negli Stati Uniti e in Corea del Sud il brano fu distribuito su un Maxi Singolo contenente oltre alla traccia principale anche delle versioni remix dance di That's the Way It Is e di I Want You to Need Me, canzone scritta da Diane Warren e pubblicata come ultimo singolo promozionale della raccolta All the Way... A Decade of Song.
Le versioni remix di That's the Way It Is sono state curate dal team di produttori britannici Metro.
La canzone è presente anche nella compilation The Collector's Series, Volume One (2000) e nel greatest hits My Love: Essential Collection (2008).

## Videoclip musicale
Per il singolo fu realizzato anche un videoclip musicale diretto da Liz Friedlander e prodotto da Heather Heller. Il videoclip girato a Los Angeles e completato il 17 ottobre 1999, fu presentato in anteprima su VH1 l'8 novembre 1999. Il video ricevette anche una nomination ai MuchMusic Video Award. Il videoclip musicale inizia mostrando una stanza buia in cui comincia ad accendersi qualsiasi luce e apparecchio elettronico e dove alla fine compare Céline che inizia a cantare. In ogni televisore, schermo o radio della città si può vedere e ascoltare la cantante che interpreta il suo brano di esortazione alla vita. Verso la fine della canzone Céline ruota la telecamera facendo apparire sugli schermi gli stessi spettatori del suo video.
Il videoclip è presente nella raccolta DVD della Dion, All the Way... A Decade of Song & Video.

## Recensioni da parte della critica
Michael Paoletta di Billboard evidenziò questa canzone dell'album All the Way... A Decade of Song  definendola un "numero di benvenuto uptempo". Anche Chuck Taylor di Billboard elogiò That's the Way It Is, scrivendo:"Lady Celine finalmente alza il ritmo con l'irresistibile primo singolo dal suo imminente All The Way... A Decade Of Song...  Questa nuova traccia, un'ode gioiosa a mantenere la fede ma a consentire all'amore di fare il suo corso quando è preparato, fa incontrare la Dion con un nuovo team di collaboratori: Max Martin, Kristian Lundin e Andreas Carlsson. Riempito con un mandolino festivo e un beat midtempo per condurle a nuove vette come una voce sempre splendida, questa canzone è destinata ad estasiare la top 40 e l'Adult Contemporary alla prima volta, spogliano finalmente le influenze delle radio mainstream che definiscono la Dion troppo adulta". Taylor scrisse ancora:"Giovanile e ancora elegante, e brillantemente incandescente con calore, la canzone rappresenta anche un audace passo in avanti per Martin, che è meglio conosciuto per il suo lavoro con gli artisti più giovani. Tutto sommato, That Is the Way It Is è una delle più avvincenti emissioni radiofoniche cantata da una delle voci principali del decennio". Stephen Thomas Erlewine di AllMusic percepì che il ballabile That's the Way It Is "funziona", mettendolo in risalto nella sua recensione di All the Way... A Decade of Song. Jose F. Promis recensì il singolo dandogli 1 stella e mezzo su 5 e definendo i remix dance del singolo "un po rumorosi e stridenti per coloro che non sono per questo genere di cose".

## Successo commerciale
Il singolo divenne un successo mondiale, entrando nelle top ten di ogni paese. Negli Stati Uniti That's the Way It Is salì alla numero 1 della Billboard Hot Adult Contemporary Tracks mentre nella classifica generale, la Billboard Hot 100, raggiunse la posizione numero 6. È stato il primo singolo in radio della Dion a raggiungere la seconda posizione della Billboard Hot 100 Airplay. Il singolo raggiunse la top ten delle classifiche Mainstream Top 40 (numero 3), Adult Top 40 (numero 5), Hot Dance Singles Sales (numero 7). Il singolo commerciale è uscito nove mesi dopo come doppio lato A con I Want You to Need Me, raggiungendo la numero 62 della Hot Singles Sales.
Anche in Canada il singolo raggiunse la prima posizione della classifica Adult Comtemporary. Nella classifica generale dei 100 singoli più venduti in Canada stilata da RPM, That's the Way It Is si posizionò alla numero 5 mentre nella classifica stilata da Billboard il singolo raggiunse la posizione numero 13.
In Europa la canzone raggiunse la top ten diː Svezia (numero 2), Italia (numero 3), Norvegia (numero 3), Ungheria (numero 3), Finlandia (numero 4), Grecia (numero 4), Svizzera (numero 5), Francia (numero 6), Belgio Vallonia (numero 7), Paesi Bassi (numero 7), Austria (numero 8), Germania (numero 8), Spagna (numero 8). That's the Way It Is salì alla numero 2 della Eurochart Hot100 Singles.
Il singolo riuscì a salire anche nella top ten neozelandese posizionandosi alla numero 7 mentre in Australia salì alla 14ª posizione dell'ARIA Chart.
That's the Way It Is fu certificato disco d'oro in Australia (35 000 copie) e Germania (250.000); disco d'argento in Francia (125.000) e disco di platino in Svezia (30.000).

## Interpretazioni dal vivo e pubblicazioni
Céline interpretò il singolo dal vivo con gli NSYNC durante lo speciale televisivo della CBS, All the Way... A Decade of Song, andato in onda il 24 novembre 1999. That's the Way It Is è stato presentato in molti altri programmi televisivi come Top of the Pops, la cerimonia di premiazione dei Billboard Music Awards, la cerimonia di premiazione dei Bambi Awards in Germania, Carràmbaǃ Che fortuna  in Italia, The Rosie O'Donnell Show, The Today Show del 31 dicembre.
That's the Way It Is è stata interpretata anche durante il Millennium Concert, concerto di chiusura del Let's Talk About Love World Tour, tenutosi a Montréal il 31 dicembre 1999.
Dopo la pausa di due anni Céline tornò sulle scene e presentò il singolo in una puntata speciale del programma televisivo The Early Show, dedicato al nuovo album A New Day Has Come. Il 14 settembre 2002 all'Arie Crown Theater di Chicago, Céline partecipò al The Concert For World Children's Day, dove cantò That's the Way It Is con al pianoforte il presentatore e anche direttore d'orchestra David Foster. L'esibizione fu registrata e pubblicata sul DVD The Concert For World Children's Day.
Nel 2015 Céline Dion aggiunse la canzone in un medley acustico nella scaletta del suo residency show di Las Vegas, Celine. Il brano ha fatto parte anche della scaletta del Celine Dion Live 2017 e del Celine Dion Live 2018. That's the Way It Is è stato cantato anche durante il concerto della BST Hyde Park a Londra il 5 luglio 2019.

## Formati e tracce
CD Singolo Promo (Australia; Europa) (Epic: SAMP 2171; Columbia: SAMPCS 7882)
1. That's the Way It Is – 4:01 (Max Martin, Kristian Lundin, Andreas Carlsson)

CD Singolo (Australia; Europa) (Epic: 668371 2; Columbia: COL 668255 2)
1. That's the Way It Is – 4:01 (Martin, Lundin, Carlsson)
2. I Met An Angel (On Christmas Day) – 3:20 (Gary Haase, James Lowell, Keith Fluit)
3. My Heart Will Go On (Live) – 5:23 (testo: Will Jennings – musica: James Horner)

CD Singolo Promo (Brasile; Canada) (Epic: 899.803/2-495550; Sony Music)
1. That's the Way It Is – 4:01 (Max Martin, Kristian Lundin, Andreas Carlsson)

CD Singolo Promo (Brasile) (Epic: 899.839/2-495622)
1. That's the Way It Is (Metro Edit) – 3:12 (Martin, Lundin, Carlsson)
2. That's the Way It Is (Metro Edit (Alt. Mix)) – 3:20 (Martin, Lundin, Carlsson)
3. That's the Way It Is (Metro Club Remix) – 5:28 (Martin, Lundin, Carlsson)
4. That's the Way It Is (Album Version) – 4:01 (Martin, Lundin, Carlsson)

CD Maxi-Singolo (Corea del Sud; Stati Uniti) (550 Music: CPK-2328; 550 Music: 46K 79473)
1. That's the Way It Is (Album Version) – 4:01 (Martin, Lundin, Carlsson)
2. That's the Way It Is (The Metro Club Remix) – 5:28 (Martin, Lundin, Carlsson)
3. I Want You to Need Me (Thunderpuss Radio Mix) – 4:32 (Diane Warren)
4. I Want You To Need Me (Thunderpuss Club Mix) – 8:09 (Warren)

CD Singolo (Europa; Giappone) (Columbia: COL 668255 1; Epic: ESCA 8077)
1. That's the Way It Is – 4:01 (Martin, Lundin, Carlsson)
2. I Met An Angel (On Christmas Day) – 3:20 (Haase, Lowell, Fluit)

CD Singolo Promo (Germania) (Columbia: 668255 1)
1. That's the Way It Is – 4:01 (Martin, Lundin, Carlsson)
2. The First Time – 4:07 (Ewan MacColl)

CD Singolo Promo (Messico) (Epic: PRCD 97878)
1. That's the Way It Is – 4:00 (Martin, Lundin, Carlsson)

CD Singolo Promo (Regno Unito; Stati Uniti) (Epic: XPCD2413; Epic: BSK 46423)
1. That's the Way It Is – 4:01 (Martin, Lundin, Carlsson)

CD Singolo (Regno Unito) (Epic: 668462 2)
1. That's the Way It Is – 4:01 (Martin, Lundin, Carlsson)
2. That's the Way It Is (The Metro Club Remix) – 5:28 (Martin, Lundin, Carlsson)
3. Another Year Has Gone By – 3:25 (Bryan Adams, Eliot Kennedy)

CD Singolo (Regno Unito; Sud Africa) (Epic: 668462 5; Columbia: CDSIN 371 I)
1. That's the Way It Is – 4:01 (Martin, Lundin, Carlsson)
2. I Met An Angel (On Christmas Day) – 3:20 (Haase, Lowell, Fluit)
3. My Heart Will Go On (Live) – 4:45 (testo: Jennings – musica: Horner)

LP Singolo 7" Promo (Stati Uniti) (550 Music: 36 79309)
1. That's the Way It Is – 4:01 (Martin, Lundin, Carlsson)
2. That's the Way It Is – 4:01 (Martin, Lundin, Carlsson)

LP Singolo 12" (Europa) (Columbia: COL 668255 6)
1. That's the Way It Is (Album Version) – 4:01 (Martin, Lundin, Carlsson)
2. That's the Way It Is (Metro Mix Edit) – 3:12 (Martin, Lundin, Carlsson)
3. That's the Way It Is (Metro Edit) – 3:20 (Martin, Lundin, Carlsson)
4. That's the Way It Is (The Metro Club Remix) – 5:28 (Martin, Lundin, Carlsson)

LP Singolo 12" Promo (Regno Unito) (Epic: XPR3374)
1. That's the Way It Is (The Metro Club Remix) – 5:28 (Martin, Lundin, Carlsson)
2. That's the Way It Is (Metro Mix - Edit) – 3:12 (Martin, Lundin, Carlsson)

LP Singolo 12" (Stati Uniti) (550 Music: 46 79473 )
1. That's the Way It Is (Album Version) – 4:01 (Martin, Lundin, Carlsson)
2. That's the Way It Is (The Metro Club Remix) – 5:28 (Martin, Lundin, Carlsson)
3. I Want You To Need Me (Thunderpuss Radio Mix) – 4:32 (Warren)
4. I Want You To Need Me (Thunderpuss Club Mix) – 8:09 (Warren)

MC Singolo (Regno Unito) (Epic: 668462 4)
1. That's the Way It Is – 4:01 (Martin, Lundin, Carlsson)
2. I Met An Angel (On Christmas Day) – 3:20 (Haase, Lowell, Fluit)

## Versioni ufficiali
- That's the Way It Is (Album Version) – 4:01
- That's the Way It Is (Metro Edit) – 3:12
- That's the Way It Is (Metro Edit (Alt. Mix)) – 3:20
- That's the Way It Is (Metro Club Remix) – 5:28

## Classifiche

### Classifiche settimanali
| Classifica (1999-2000)                                 | Posizione massima raggiunta |
| ------------------------------------------------------ | --------------------------- |
| Australia (ARIA)                                       | 14                          |
| Austria (Ö3 Austria Top 40)                            | 8                           |
| Belgio Fiandre (Ultratop 50)                           | 17                          |
| Belgio Vallonia (Ultratop 50)                          | 7                           |
| Canada (RPM 100 Hit Tracks)                            | 5                           |
| Canada (RPM Adult Contemporary Tracks)                 | 1                           |
| Canada (Billboard Canadian Singles Chart)              | 13                          |
| Europa (Eurochart Hot 100 Singles)                     | 2                           |
| Finlandia (Suomen virallinen lista)                    | 4                           |
| Francia (SNEP)                                         | 6                           |
| Germania (Media Control Charts)                        | 8                           |
| Grecia (IFPI Greece)                                   | 4                           |
| Irlanda (IRMA)                                         | 12                          |
| Islanda (Íslenski Listinn Topp 40)                     | 12                          |
| Italia (FIMI)                                          | 3                           |
| Norvegia (VG-lista)                                    | 3                           |
| Nuova Zelanda (The Official NZ Music Charts)           | 7                           |
| Paesi Bassi (Dutch Top 40)                             | 7                           |
| Paesi Bassi (Single Top 100)                           | 7                           |
| Polonia (ZPAV Airplay)                                 | 4                           |
| Québec (ADISQ)                                         | 1                           |
| Regno Unito (Official Singles Chart Top 100)           | 12                          |
| Scozia (Official Scottish Singles Sales Chart Top 100) | 12                          |
| Spagna (PROMUSICAE)                                    | 8                           |
| Stati Uniti (Billboard Adult Top 40)                   | 5                           |
| Stati Uniti (Bubbling Under Hot 100)                   | 3                           |
| Stati Uniti (Billboard Hot 100)                        | 6                           |
| Stati Uniti (Billboard Hot 100 Airplay)                | 2                           |
| Stati Uniti (Billboard Hot Adult Contemporary Tracks)  | 1                           |
| Stati Uniti (Billboard Hot Dance Singles Sales)        | 7                           |
| Stati Uniti (Billboard Hot Singles Sales)              | 62                          |
| Stati Uniti (Billboard Latin Pop Airplay)              | 19                          |
| Stati Uniti (Billboard Mainstream Top 40)              | 3                           |
| Stati Uniti (Billboard Rhytmic Songs)                  | 40                          |
| Svezia (Sverigetopplistan)                             | 2                           |
| Svizzera (Schweizer Hitparade)                         | 5                           |
| Ungheria (Hungarian Commercial Radio Association)      | 2                           |
| Ungheria (Mahasz)                                      | 3                           |

### Classifiche di fine anno
| Classifica (1999)                                        | Posizione |
| -------------------------------------------------------- | --------- |
| Australia (ARIA)                                         | 88        |
| Belgio Vallonia (Ultratop Singles rapports annuels 1999) | 93        |
| Canada (RPM 1999 Top 100 Adult Contemporary)             | 41        |
| Europa (Eurochart Hot 100 Singles 1999)                  | 75        |
| Norvegia (VG-lista - Topp 20 Single Høst 1999)           | 7         |
| Paesi Bassi (Single Top 100 Van 1999)                    | 95        |
| Svezia (Sverigetopplistan)                               | 14        |
| Classifica (2000)                                        | Posizione |
| Europa (Eurochart Hot 100 Singles 2000)                  | 46        |
| Germania (Top 100 Sinlge-Jahrescharts)                   | 83        |
| Italia (FIMI)                                            | 26        |
| Paesi Bassi (Top 40 - van 2000)                          | 99        |
| Paesi Bassi (Dutch Charts Jaaroverzichten - Single 2000) | 99        |
| Stati Uniti (Billboard Hot 100 Singles & Tracks)         | 28        |
| Stati Uniti (Billboard Hot 100 Airplay)                  | 19        |
| Stati Uniti (Billboard Hot Adult Contemporary Tracks)    | 3         |
| Stati Uniti (Billboard Hot Adult Top 40 Tracks)          | 18        |
| Stati Uniti (Billboard Hot Dance Maxi Singles Sales)     | 32        |
| Stati Uniti (Billboard Hot Top 40 Tracks)                | 19        |
| Svizzera (Schweizer Jahreshitparade 2000)                | 43        |
| Classifica (2001)                                        | Posizione |
| Stati Uniti (Billboard Hot Adult Contemporary Tracks)    | 23        |

### Classifiche di fine decennio
| Classifica (2000-2009)                                | Posizione |
| ----------------------------------------------------- | --------- |
| Stati Uniti (Billboard Hot Adult Contemporary Tracks) | 12        |

## Crediti e personale
Registrazione
- Registrato ai Cheiron Studios di Stoccolma (SE), Paradise Sounds (FL), Dreamhouse Studios di Londra (GB)
- Mixato ai Cheiron Studios di Stoccolma (SE), Dreamhouse Studios di Londra (GB)

Personale
- Basso - Tomas Lindberg
- Chitarra - Esbjörn Öhrwall
- Cori - Andreas Carlsson, Leah Haywood, Nana Hedin, Max Martin
- Ingegnere del suono - Humberto Gatica
- Ingegnere del suono (assistente) - Chris Brooke
- Mixato da - Kristian Lundin, Max Martin
- Musica di - Andreas Carlsson, Kristian Lundin, Max Martin
- Produttore - Kristian Lundin, Max Martin
- Produttore aggiuntivo & Remix - Brian Rawling, Mark Taylor (Metro)
- Produttore esecutivo - John Doelp, Vito Luprano
- Programmazione - Kristian Lundin, Max Martin
- Registrato da -  Kristian Lundin, Max Martin
- Tastiere - Kristian Lundin, Max Martin
- Testi di - Andreas Carlsson, Kristian Lundin, Max Martin

## Cronologia di pubblicazione
| Paese         | Data            | Formato           |
| ------------- | --------------- | ----------------- |
| Australia     | 1999            | CD                |
| Corea del Sud | 2000            | CD                |
| Europa        | 1999            | CD                |
| Europa        | 2000            | Vinile (12")      |
| Giappone      | 3 novembre 1999 | CD                |
| Regno Unito   | 1999            | CD • Musicassetta |
| Stati Uniti   | 1999            | Vinile (7")       |
| Stati Uniti   | 1 agosto 2000   | CD • Vinile (12") |
| Sud Africa    | 1999            | CD                |

## Cover di altri interpreti
Nel 2008 la cantante giapponese Melody registrò una cover di That's the Way It Is e la incluse come traccia secondaria del suo singolo Haruka. Nel 2010 la cantante svedese Sanna Nielsen cantò il brano durante lo show televisivo estivo svedese Sommarkrysset. Nel 2014, l'intrattenitore scozzese-americano John Barrowman pubblicò l'album You Raise Me Up dove fu inserita una cover di That's The Way It Is.